# ریپلی (تنسی)
ریپلی(به انگلیسی: Ripley) شهری در ایالت تنسی کشور ایالات متحده آمریکا است که جمعیت آن در سرشماری سال ۲۰۱۰ میلادی، ۸٬۴۴۵ نفر بوده‌است.